# Nurme (Leisi)
Nurme – wieś w Estonii, w prowincji Sarema, w gminie Leisi.